# 万塞讷城堡站
万塞讷城堡站（法語：Château de Vincennes）是法国巴黎地铁1号线的东行终点站，位于万塞讷，於1934年3月24日启用。车站位于万塞讷市镇和万塞讷森林之间。

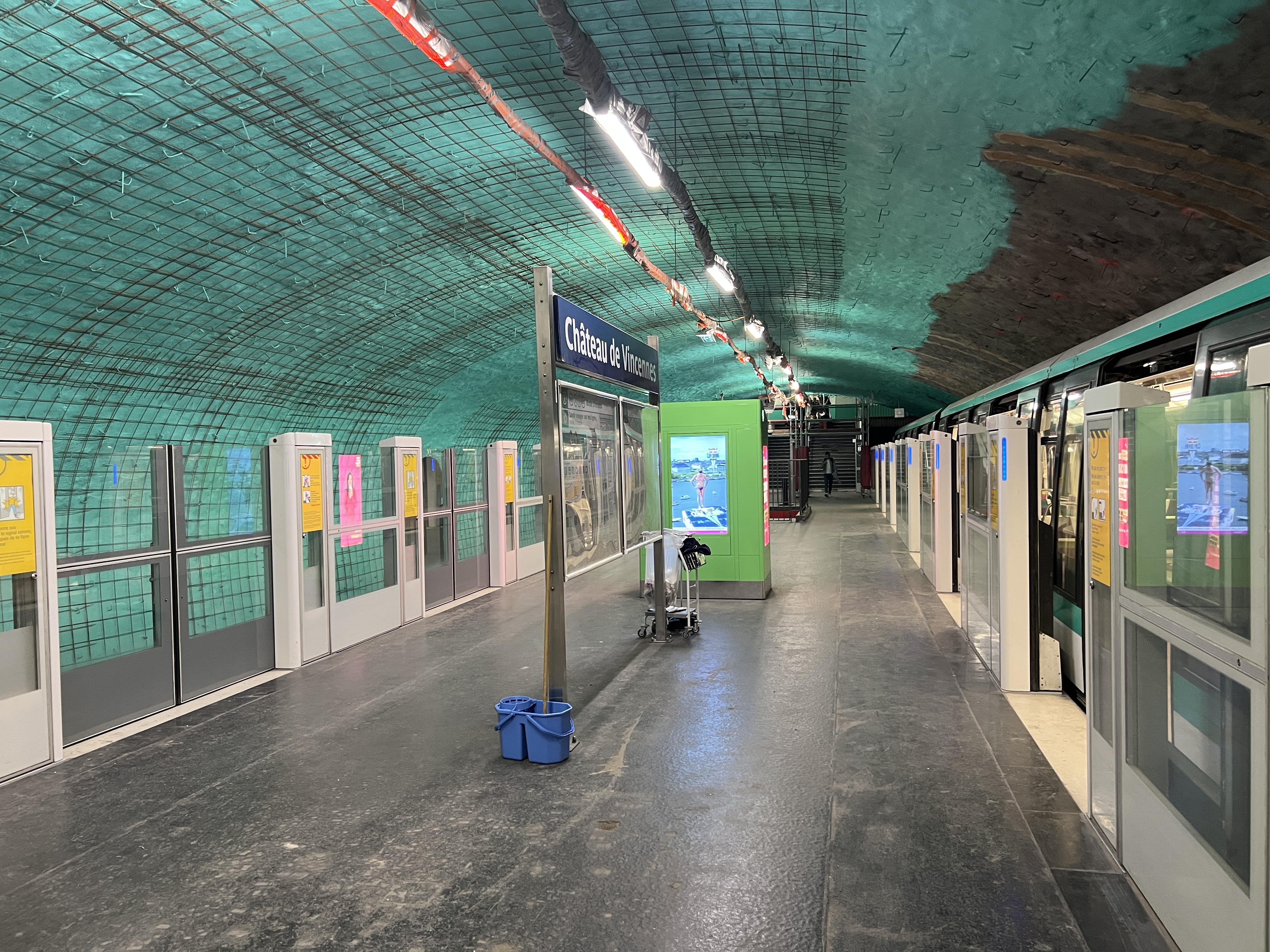
月台 (2022年6月)

## 車站結構
| G      | 街道                   | 出入口             |
| M      | 月台連接夾層           | 閘口               |
| P 月台 | 3號月台                | 往拉德芳斯（貝洛） |
| P 月台 | 設有月台幕門的島式月台 |                    |
| P 月台 | 1號月台                | 往拉德芳斯（貝洛） |
| P 月台 | 2號月台                | 總站月台           |
| P 月台 | 設有月台幕門的島式月台 |                    |
| P 月台 | 4號月台                | 總站月台           |